# Угорський науково-природничий музей

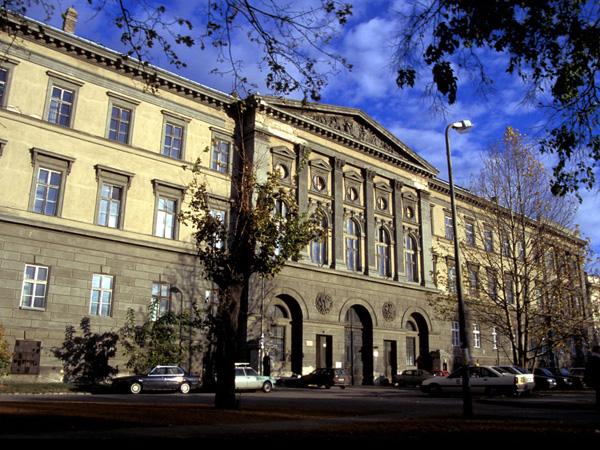
Академія Людовіка на території музею у Будапешті

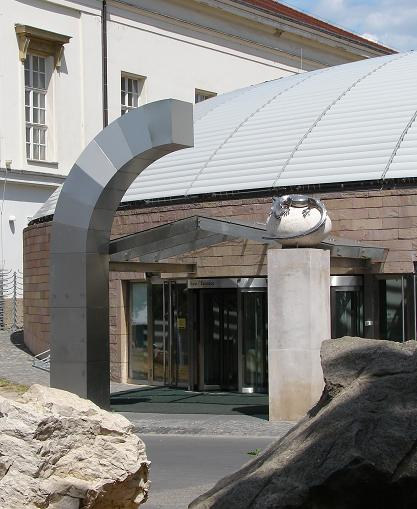
Головний вхід до виставки музею

Угорський музей природної історії (угор. Magyar Természettudományi Múzeum) — музей у Будапешті, заснований у 1802 році. Володіє найбільшою колекцією природної історії Угорщини.

## Історія музею

### Фонд
У 1802 році граф Ференц Сечені заповів свою бібліотеку і нумізматичну колекцію для створення основи майбутньої Угорської Національної бібліотеки та науково-освітнього центру. Ці матеріали склали початок угорському Національному музею (Національна бібліотека імені Сечені). Колекція мінералів дружини графа, Юліани Фештетіч, дала початок колекції матеріалів музею природної історії.
Перші палеонтологічні колекції музей отримав у подарунок від ерцгерцога Райнера в 1811 році, у цьому ж році музеєм була куплена і перша зоологічна колекція. Наприкінці 1818 року Китайбель Паль передав за 7000 форинтів музею гербарій, який поклав початок Ботанічному відділу музею.
До 1848 року — період угорських виступів проти Австрійської імперії, колекція музею налічувала близько 13000 примірників, його зоологічна колекція — близько 35 000 примірників. Надалі найціннішим надбанням музею в 1856 році була колекція Королівського Угорського суспільства природної історії.
З 1870 року Угорський Національний музей має відділи зоології, ботаніки та мінералогії. Розмір колекцій на кінець XIX ст. перевищив 1 млн примірників.

### Між світовими війнами
В 1927 році у Будапешті відбувся десятий Всесвітній Конгрес зоології, до цього часу колекція комах у музеї склала близько трьох мільйонів екземплярів. Дедалі більшій колекції було вже занадто мало місця в музеї та їх частково розмістили в новому Музеї природної історії, заснованому в 1933 році.
Більшість ботанічних колекцій музею загинуло під час Другої Світової війни.

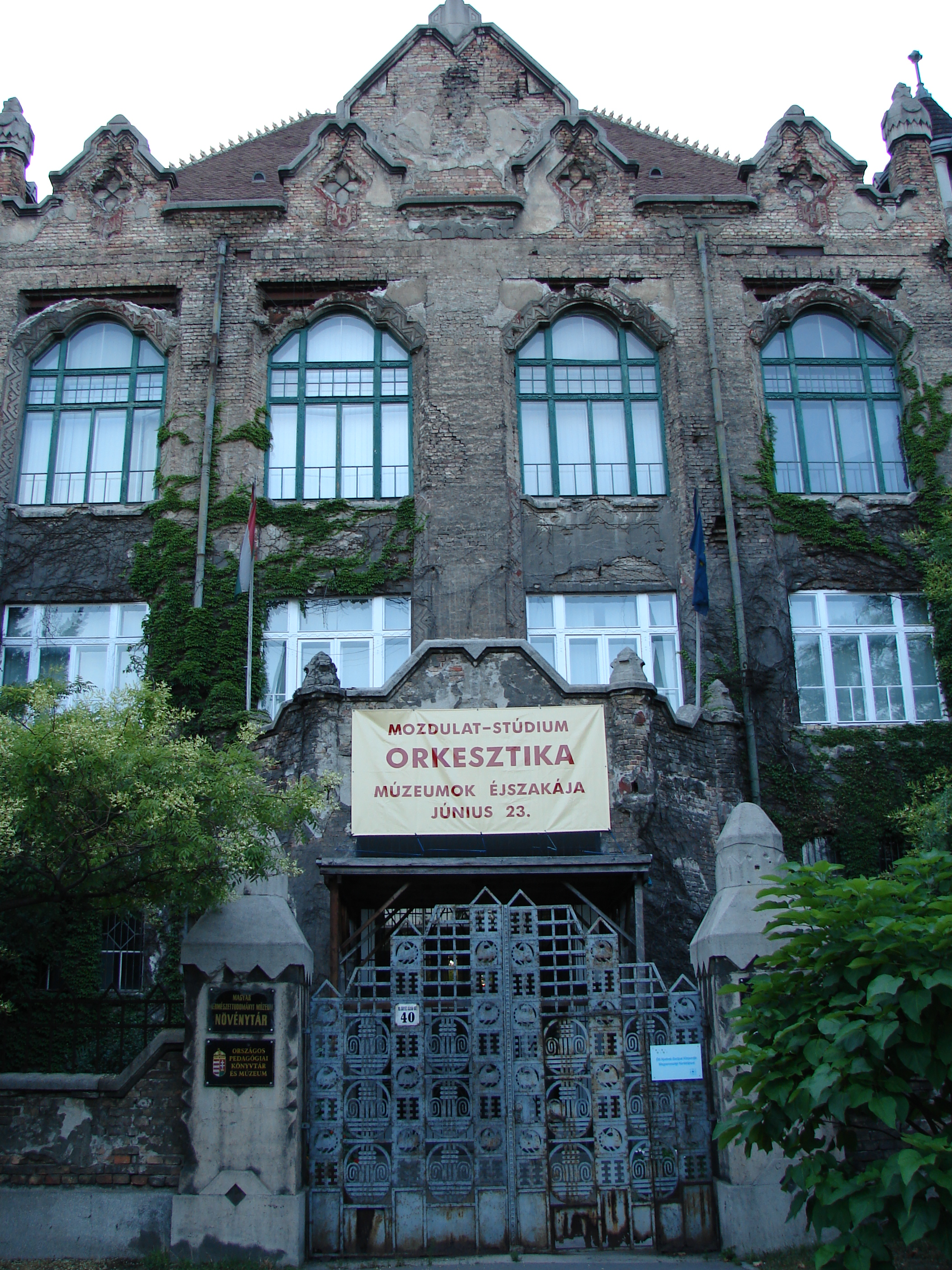
Ботанічна колекція досі знаходиться в історичній будівлі на вулиці Кальмана в Будапешті. Для відвідувачів закрита.

### Після Другої світової війни
Незабаром після війни в музеї відкрився відділ антропології, який нині[коли?] є одним з десяти найбільших у Європі. Відділ спеціалізувався на збиранні та вивченні матеріалів угорської флори і фауни.
Під час антиурядових виступів у Будапешті в 1956 році артилерійський снаряд потрапив у головну будівлю Національного музею. Від розриву снаряда постраждала мінералогічна та палеонтологічна колекція музею. Під час заколоту було спалено 100 000 томів наукових видань, знищено 36 000 опудал птахів, 13 000 риб, амфібій і рептилій і інше.
Кілька років поспіль Жігмонд Сечені (угор. Zsigmond Széchenyi) здійснив кілька експедицій до Африки, щоб зібрати додаткові матеріали для музею для компенсації втрат. У 1960-х і 1970-х роках музейні працівники їздили в країни соціалістичного табору — Північну Корею, В'єтнам, Кубу і Монголію для збору колекції флори і фауни цих країн.
У 1979 році відділ ботаніки музею переїхав в історичну будівлю, яку спроєктував угорський архітектор Одон Лехнер.

## Новітня історія
До початку 1990-х років у Музеї природної історії, попри постійне зростання його колекцій, не було окремого виставкового простору. Угорський уряд ухвалив рішення перенести музей у будинок Академії Людовіка: історичний пам'ятник, побудований для Угорської військової академії.
Станом на 2017 рік, там вже розміщені відділи антропології, мінералогії та петрології, геології та палеонтології. Там же розмістилися колекції ссавців і птахів, колекції зі зоології, лабораторії молекулярної генетики.
Зоологічна колекція музею є п'ятою за величиною в Європі і має близько 7 мільйонів зразків безхребетних і хребетних тварин. У вестибюлі музею виставлено 20 — метровий скелет фінвала (лат. Balaenoptera physalus).

## Структура музею
До складу музею входять основні відділи:
- Відділ антропології;
- Відділ зоології;
- Відділ ботаніки;
- Відділ мінералогії і петрології;
- Відділ геології та палеонтології;
- Бібліотека.

## Публікації
У музей видається література з його тематикою, чотири періодичних видання, у тому числі Acta Zoologica Academiae Scientiarum Hungaricae.